# Суд (фильм, 1962)
«Суд» — советский художественный фильм 1962 года по одноимённой повести Владимира Тендрякова.

## Сюжет
На медведя охотились трое: старый охотник-медвежатник Семен Тетерин, начальник строительства Дудырев и фельдшер сельского медпункта Митягин. Собаки долго гнали медведя и наконец настигли. Тетерин слышал звук гармошки, но не успел предупредить. Его крик прозвучал
одновременно с выстрелом — и в результате убит человек. Началось следствие. Один из троих будет отвечать за его смерть…

## В ролях
- Николай Крючков — Семён Иванович Тетерин, промысловик-охотник
- Олег Жаков — Константин Сергеевич Дудырев, начальник строительства
- Виктор Кольцов — Василий Максимович Митягин, фельдшер
- Павел Волков — Михайло, бригадир
- Степан Крылов — Донат, председатель колхоза
- Константин Лылов — следователь
- Анатолий Чемодуров — прокурор
- Валентина Телегина — народный судья
- Зинаида Воркуль — Митягина
- Елена Максимова — женщина на заседании суда
- Даниил Нетребин — Сергей, водитель
- Николай Погодин — тракторист
- Анна Заржицкая — жительница деревни
- Александра Данилова — жительница деревни
- Виктор Чекмарёв — Кузьма Ильич, «финансовый гений» строительства
- Николай Сморчков — парень в зале суда (нет в титрах)
- Антонина Максимова — эпизод
- Степан Борисов — бригадир